# Mesosemia gonduta
Mesosemia gonduta är en fjärilsart som beskrevs av Doubleday 1847. Mesosemia gonduta ingår i släktet Mesosemia och familjen Riodinidae. Inga underarter finns listade i Catalogue of Life.